# Théorème de Rouché
Ne doit pas être confondu avec le théorème de Rouché-Fontené en algèbre linéaire.
En analyse complexe, le théorème de Rouché est un énoncé portant sur les zéros et les pôles des fonctions méromorphes. Il est nommé ainsi en l'honneur du mathématicien français Eugène Rouché.

## Énoncé
Soit {\displaystyle U\subset \mathbb {C} } un ouvert simplement connexe, soient f et g deux fonctions méromorphes sur {\displaystyle U} avec un ensemble fini {\displaystyle F} de zéros et de pôles. Soit γ un lacet simple à image dans {\displaystyle U-F} formant le bord {\displaystyle \partial K} d'un compact {\displaystyle K}. Si
{\displaystyle |f(z)-g(z)|<|g(z)|} pour tout point z de γ
alors
{\displaystyle Z_{f}-P_{f}=Z_{g}-P_{g}}
où {\displaystyle Z_{f}} et {\displaystyle P_{f}} sont respectivement le nombre de zéros et de pôles de {\displaystyle f} (en tenant compte de leur multiplicité) contenus dans {\displaystyle K}.

## Exemple
Considérons les deux fonctions polynomiales f et g définies par :
{\displaystyle f(z)=z^{8}-5z^{3}+z-2,\quad g(z)=-5z^{3}}
et considérons pour lacet le cercle {\displaystyle C(0,1):=\{z\in \mathbb {C} \mid |z|=1\}}. On vérifie que sur ce lacet :
{\displaystyle |f(z)-g(z)|=|z^{8}+z-2|\leq |z|^{8}+|z|+2=4}
et
{\displaystyle |g(z)|=|-5z^{3}|=5}.
On peut donc appliquer le théorème de Rouché :
{\displaystyle Z_{f}=Z_{g}}
puisque f et g n'ont pas de pôle. Par ailleurs, g a un zéro triple à l'origine, ce qui nous indique donc que la fonction f admet trois zéros dans le disque ouvert {\displaystyle D(0,1)}.

## Démonstration
Si {\displaystyle |f(z)-g(z)|<|g(z)|} pour tout {\displaystyle z\in \gamma }, alors f et g ne s'annulent pas sur {\displaystyle \gamma } (sinon l'inégalité stricte ne pourrait pas être vérifiée). Soit h la fonction méromorphe sur {\displaystyle U}, holomorphe et ne s'annulant pas sur {\displaystyle \gamma } définie par :
{\displaystyle h={\frac {f}{g}}}.
Pour tout point z de γ,
{\displaystyle |h(z)-1|={\frac {|f(z)-g(z)|}{|g(z)|}}<1}.
L'image de {\displaystyle \gamma } par {\displaystyle h} est donc contenue dans le disque ouvert de rayon 1 et de centre 1 {\displaystyle D(1,1)} et par conséquent elle ne tourne pas autour de l'origine. En appliquant le principe de l'argument on a donc :
{\displaystyle {\frac {1}{2\pi i}}\int _{\gamma }{\frac {h'(z)}{h(z)}}\mathrm {d} z=0}.
D'autre part,
{\displaystyle {\frac {h'(z)}{h(z)}}={\frac {f'(z)}{f(z)}}-{\frac {g'(z)}{g(z)}}}.
Par conséquent, 
{\displaystyle {\frac {1}{2\pi i}}\int _{\gamma }{\frac {f'(z)}{f(z)}}\mathrm {d} z-{\frac {1}{2\pi i}}\int _{\gamma }{\frac {g'(z)}{g(z)}}\mathrm {d} z=0}.
Finalement, en utilisant à nouveau le principe de l'argument, on obtient
{\displaystyle Z_{f}-P_{f}=Z_{g}-P_{g}}.

## Applications

### Démonstration duthéorème fondamental de l'algèbre
Soit un polynôme {\displaystyle P} à valeurs dans {\displaystyle \mathbb {C} } et défini par :
{\displaystyle P(z)=a_{0}+a_{1}z+\cdots +a_{n}z^{n}}
en supposant {\displaystyle a_{n}\neq 0}. Soit {\displaystyle R>0} suffisamment grand pour que pour tout {\displaystyle z\in C(0,R)} (cercle de rayon R) on ait :
{\displaystyle |P(z)-a_{n}z^{n}|=|a_{0}+\cdots +a_{n-1}z^{n-1}|<|a_{n}z^{n}|}
(par exemple {\displaystyle R=1+{\frac {\max(|a_{0}|,\ldots ,|a_{n-1}|)}{|a_{n}|}}} convient).
Étant donné que {\displaystyle a_{n}z^{n}} admet un zéro d'ordre {\displaystyle n} à l'origine, {\displaystyle P} doit admettre {\displaystyle n} zéros dans le disque ouvert {\displaystyle D(0,R)} par application du théorème de Rouché.

## Généralisations
Un siècle plus tard, Theodor Estermann a affaibli l'hypothèse {\displaystyle |f(z)-g(z)|<|g(z)|} de Rouché, obtenant : 

Soient f et g deux fonctions méromorphes à l'intérieur d'un lacet simple rectifiable γ et continues au bord, et telles que
{\displaystyle |f(z)-g(z)|<|f(z)|+|g(z)|} pour tout point z de γ.
Alors, comme ci-dessus,
{\displaystyle Z_{f}-Z_{g}=P_{f}-P_{g}}.